# Polícia Civil de Roraima
A Polícia Civil de Roraima é uma das polícias de Roraima, Brasil, órgão integrante do sistema de segurança pública do Estado de Roraima, ao qual compete, nos termos do artigo 144, § 4º, da Constituição Federal e ressalvada competência específica da União, as funções de polícia judiciária e de apuração das infrações penais, exceto as de natureza militar.

## Histórico
A estruturação da polícia no Território Federal de Roraima data de 1944, quando através do Decreto nº 1, o governador Ene Garcez dos Reis organizou a administração pública do Território, criando a Divisão de Segurança e Guarda Territorial – D.S.T.G., com a finalidade de assegurar proteção à sociedade e manter a ordem e tranquilidade pública.
A criação da Guarda Territorial, uma corporação uniformizada de natureza civil, pelo Decreto nº 2, do mesmo ano, dotou a estrutura da segurança de uma organização destinada ao policiamento preventivo e manutenção da ordem.
A polícia judiciária foi regulamentada pelo Decreto nº 3, de 1945, com a chefia atribuída ao Diretor da Divisão de Segurança e o exercício  aos Delegados de Polícia nomeados pelo governador, os quais, também, tinham competência sobre o policiamento preventivo.
Em 1962 surge o Regimento Interno da Divisão de Segurança e Guarda, prevendo a existência da Delegacia de Polícia da Capital, da Delegacia de Polícia do Interior e das subdelegacias da Polícia do Interior.
À Polícia Civil, nos termos da Lei nº 6.550, de 1978, incumbia o desempenho da atribuição policial.
Com a criação do Estado de Roraima em 1988 e a constitucionalização da Polícia Civil, passou esta a ser integrada por policiais civis federais do antigo Território Federal de todas as categorias, delegados de polícia, peritos criminais, auxiliares de peritos, médicos legistas, agentes de polícia, escrivães de polícia, etc., em sua maioria submetidos a concursos públicos promovido pelo antigo DASP, o último ocorrido em 1984, com curso de formação policial intensivo, de mais de três meses, promovido pela Academia Nacional de Polícia, que montou uma sucursal em Boa Vista, na Escola Gonçalves Dias, ao lado do local onde fica hoje a Academia Integrada de Segurança Pública. No entanto, também passa a ser integrada por servidores não concursados ou desviados de função, resultando em algumas deficiências.
No governo de Neudo Campos, no fim de 2001, foi editada a Lei Complementar nº 55/01, a Lei Orgânica da Polícia Civil, que criou o plano de cargos da instituição, com previsão de concurso público para o seu preenchimento, porém, tal medida não foi aplicada imediatamente, comprometendo o plano que, por ser estadual, não interessava aos policiais do extinto Território.
Em março de 2003, o governador Flamarion Portela realizou o primeiro concurso público da Polícia Civil estadual. O CESPE foi a empresa escolhida para ministrar o concurso para o provimento de, aproximadamente, 720 vagas distribuídas pelos cargos de: Delegado de Polícia, Perito Médico-Legista, Perito Odontolegista, Perito Criminal, Agente de Polícia, Escrivão de Polícia, Perito Papiloscopista, Agente Carcerário, Auxiliar de Perito Criminal e Auxiliar de Necrópsia.
Em 19 de julho de 2004, após os candidatos cursarem 4 meses de Academia de Polícia, realizada no ISSeC, tomaram posse como policiais civis.
Os servidores não estáveis foram demitidos e os que tinham cargos estáveis, como de auxiliar de serviços diversos mas se achavam deslocados das suas funções para exercer atribuições de polícia judiciária, foram revertidos às suas funções de origem.
Permaneceram na função pública, somente, os servidores públicos da União, que já se encontravam lotados na Secrertaria de Segurança Pública.
Hoje, a Polícia Civil do Estado, dirigida por Delegado de Polícia de carreira nomeado pelo governador e participante do organograma da Secretaria de Estado da Seguraça Pública, exerce as suas atribuições constitucionais de polícia judiciária e apuração das infrações penais nos seus limites territoriais.
Em 30 de junho de 2014, teve sua sede transferida para a Cidade da Polícia, antigo Conjunto dos Executivos, localizada na Av. Getúlio Vargas, 2098, Canarinho, Boa Vista, onde funciona a Administração Superior, composta por todos os departamentos de polícia, além do 1º Distrito Policial e unidades auxiliares.

## Funções institucionais
Nos termos da Lei Complementar nº 55, de 31 de dezembro de 2001, são funções institucionais da Polícia Civil do Estado de Roraima a investigatória, a criminológica, a criminalística e a preparatória da ação penal, cabendo-lhe com exclusividade: 
– exercer a atividade de polícia técnico-científica, com a realização de exames periciais e a adoção de providências cautelares destinadas a colher e resguardar indícios e provas de infrações penais;
– praticar os atos necessários a assegurar a apuração de infrações penais, inclusive cumprimento de mandados de prisão;
– organizar, executar e manter serviços de registro, cadastro, controle e fiscalização de armas, explosivos e demais produtos controlados;
– promover o recrutamento, a seleção, a formação e o aperfeiçoamento do policial civil;
– contribuir para a convivência harmônica da comunidade, estimulando o respeito à dignidade da pessoa humana, protegendo os direitos e deveres individuais e coletivos;
– zelar pela ordem pública, participar da proteção e do bem-estar da comunidade, assegurar o exercício dos direitos e deveres dos cidadãos.

## Carreiras policiais
Autoridades Policiais
- Delegado de Polícia Civil

Quadro da Perícia Científica Criminal Oficial da Polícia Civil de Roraima
- Perito Médico-Legista de Polícia Civil (Perito Oficial de Natureza Criminal)[5]
- Perito Odontolegista de Polícia Civil (Perito Oficial de Natureza Criminal)[5]
- Perito Criminal de Polícia Civil (Perito Oficial de Natureza Criminal)[5]
- Perito Papiloscopista
- Auxiliar de Perito Criminal
- Auxiliar de Necropsia

Agentes da Autoridade
- Escrivão de Polícia Civil
- Agente de Polícia Civil

## Estrutura administrativa
- Chefia da Polícia Civil
- Conselho Superior de Polícia Civil
- Gabinete do Delegado Geral de Polícia
- Corregedoria-Geral de Polícia Civil
- Departamento de Polícia Judiciária da Capital > Distritos Policiais
- Departamento de Polícia Judiciária do Interior > Distritos Policiais
- Departamento de Polícia Especializada > Delegacias Especializadas
- Departamento de Operações Especiais > Grupo de Resposta Tática
- Departamento de Narcóticos
- Departamento de Homicídios e Proteção à Pessoa
- Instituto de Criminalística
- Instituto de Medicina e Odontologia Legal Benigno José de Oliveira
- Instituto de Identificação Odílio Cruz

## Delegacias em Boa Vista (Capital)
- Plantão Central I - PPG
- Plantão Central II - PPE
- 1º DP - Primeiro Distrito Policial
- 2º DP - Segundo Distrito Policial
- 3º DP - Terceiro Distrito Policial
- 4º DP - Quarto Distrito Policial
- 5º DP - Quinto Distrito Policial
- POLINTER - Delegacia de Polícia Interestadual
- DPJC - Delegacia de Polícia Judiciária da Capital
- DRE - Delegacia de Repressão a Entorpecentes
- DEAM - Delegacia Especializada de Atendimento a Mulher
- DDIJ - Delegacia de Defesa da Infância e Juventude
- DGH - Delegacia Geral de Homicídios
- DPMA – Delegacia de Proteção ao Meio Ambiente
- DDCON - Delegacia de Defesa do Consumidor
- DAT – Delegacia de Acidentes de Trânsito
- DPCA - Delegacia de Proteção a Criança e ao Adolescente
- DRFVAT - Delegacia de Roubos e Furtos de Veículos Automotores
- DRCASP - Delegacia de Repressão aos Crimes contra a Administração e Serviços Públicos
- DPIPNE - Delegacia de Proteção ao Idoso e Portador de Necessidades Especiais

## Delegacias de Polícia do Interior
- Delegacia de Polícia de Alto Alegre
- Delegacia de Polícia de Bonfim
- Delegacia de Polícia de Caracaraí
- Delegacia de Polícia de Iracema
- Delegacia de Polícia de Mucajaí
- Delegacia de Polícia de Normandia
- Delegacia de Polícia de Pacaraima
- Delegacia de Polícia de Rorainópolis
- Delegacia de Polícia de São João da Baliza
- Delegacia de Polícia de Cantá
- Delegacia de Polícia do Interior

## Outras instituições
- Polícia Federal
- Polícia Rodoviária Federal
- Polícia Militar do Estado de Roraima
- Guarda Municipal